# دریاچه اولوآباد
دریاچه اولوآباد (ترکی استانبولی: Uluabat Gölü) یک دریاچه در استان بورسای کشور ترکیه است.